# Doborovci
Doborovci è un villaggio nel comune di Gračanica nel cantone di Tuzla, in Bosnia ed Erzegovina. Si trova nell'entità Federazione di Bosnia ed Erzegovina, nella parte centrale del paese, a 100 km a nord della capitale Sarajevo. Doborovci si trova a 360 metri sul livello del mare e la popolazione risale a 1854 al censimento del 2013

## Geografia fisica
Il terreno intorno a Doborovci è collinare a sud-ovest, ma a nord-est è pianeggiante. Il terreno intorno a Doborovci degrada verso est. Il punto più alto vicino è a 525 metri sul livello del mare, 1,2 km a ovest. Intorno a Doborovci è abbastanza densamente popolato, con 93 abitanti per chilometro quadrato. Il comune più grande e più vicina è Gračanica, 8,9 km a sud-ovest di Doborovci. I dintorni sono un mosaico di terreni agricoli e vegetazione naturale.
L'area fa parte della zona climatica emiboreale. La temperatura media annuale della zona è di 11 °C. Il mese più caldo è luglio, quando la temperatura media è di 23 °C, e il più freddo è gennaio, con -3 °C. La piovosità media annua è di 1.278 millimetri. Il mese più piovoso è maggio, con una media di 235 mm di pioggia, e il più secco è marzo, con 73 mm di pioggia.

## Dati demografici
Secondo il censimento del 2013, la sua popolazione è di 1.854
| Etnia    | Numero | Percentuale |
| -------- | ------ | ----------- |
| Bosniaci | 1.831  | 98.8%       |
| Altro    | 23     | 2.2%        |
| Totale   | 1.854  | 100%        |